# Baring (Washington)
Pour les articles homonymes, voir Baring.
Baring  est une census-designated place américaine de l'État de Washington dans le comté de King. 
La population était de 220 habitants en 2010.